# ライアン・フィッツパトリック
ライアン・ジョセフ・フィッツパトリック（Ryan Joseph Fitzpatrick, 1982年11月24日 - ）は、アメリカ合衆国アリゾナ州ギルバート出身の元アメリカンフットボール選手である。現役時代のポジションはクォーターバック（QB）。
ハーバード大学でカレッジフットボールをプレーし、同大学史上初の1000ヤードラッシングを記録したクォーターバックとなった。2005年のNFLドラフトでセントルイス・ラムズから7巡目で指名を受けNFL入りし、その後はジャーニーマンとして多数のチームを渡り歩いた。8つの違うチームでタッチダウンパスを投げた唯一のクォーターバックである。
2018年には、NFL史上初、3試合連続400ヤード以上のパスを記録している。

## プロ入り前
フィッツパトリックはハーバード大学で経済学を学び、2001年シーズンと2002年シーズンは控えQBとして位置づけられていたが、5試合で先発出場した。2001年は2タッチダウンを記録し、2002年は1155パスヤード、8タッチダウン、0インターセプト、523ラッシングヤードを記録した。
先発QBの卒業とともに、フィッツパトリックは、2003年シーズンから先発QBとなった。このシーズン、フィッツパトリックは、7試合で1770パスヤード16タッチダウン8インターセプトを記録した。それに加えて、430ラッシングヤード、6ラッシングタッチダウンを記録し、チームを7勝3敗の好成績に導いた。
2004年シーズン、フィッツパトリックは1986パスヤード、13タッチダウンを記録し、チームを10勝全勝のアイビー・リーグ王者に導き、アイビー・リーグ最優秀選手賞を受賞した。

## プロ生活

### セントルイス・ラムズ

#### 2005年
フィッツパトリックは、2005年のNFLドラフトでセントルイス・ラムズから7巡目全体250番目の指名を受け、NFL入りした。この年に指名された14人のクォーターバックの内、最後の指名であった。
7月18日、3年95万3千ドルでラムズと契約した。トレーニングキャンプでのロースター入り争いを経て、3番手QBとして開幕を迎えたフィッツパトリックは、先発QB・マーク・バルジャーが第6週にシーズン絶望の怪我を負ったことにより、2番手QBに昇格した。
11月27日、ヒューストン・テキサンズ戦の第2クォーターで、先発QBに昇格していたベテランのジェイミー・マーティンが怪我をしたことにより、フィッツパトリックは初出場の機会を得た。フィッツパトリックはこの試合で、310パスヤード3タッチダウンパス、レーティング117.4の活躍をし、チームを勝利に導いた。この活躍により、NFCの週間最優秀攻撃選手に選出された。 
ラムズ戦での勝利が認められたフィッツパトリックは、次の試合からの3戦で先発を任され、ハーバード大学卒で初めてのNFL先発QBとなった。
先発QBに昇格したフィッツパトリックであったが、大活躍をしたラムズ戦の2週後のミネソタ・バイキングス戦では、タッチダウンなしの5インターセプトを喫し、翌週のフィラデルフィア・イーグルス戦でも低成績であったため、ハーフタイムで交代させられた。
1年目の年間成績は、3試合の先発で777パスヤード、4タッチダウン、8インターセプトであった。

#### 2006年
フィッツパトリックは、最終戦のミネソタ・バイキングス戦の1試合に出場した。マーク・バルジャーが先発し、勝利が決定的となった試合の終盤に、バルジャーの代わりに時計を進める役目での出場であった。

### シンシナティ・ベンガルズ

#### 2007年
2007年9月1日、フィッツパトリックは2008年のドラフトの7巡目指名権とのトレードでシンシナティ・ベンガルズに移籍した。フィッツパトリックは、3年目となるこのシーズンも、クォーターバックの本来の役割として出場することはできなかった。

#### 2008年
制限付きフリーエージェントとなったフィッツパトリックは、4月17日にベンガルズと1年の契約延長に合意した。先発QBのカーソン・パーマーが肘の怪我を負ったことにより、2008年9月28日、クリーブランド・ブラウンズ戦でベンガルズでの初先発の機会を得た。この試合、チームは20対12で負けはしたものの、フィッツパトリックはリーディングパサーになっただけではなく、リーディングラッシャーになる活躍をした。翌週のダラス・カウボーイズ戦でパーマーが復帰したが、再び肘痛で欠場した。2008年10月12日のニューヨーク・ジェッツで再び先発QBとなったフィッツパトリックはシーズン残りの全試合で先発出場した。
2008年シーズン、フィッツパトリックはシーズン途中からの先発昇格でありながら、タイラー・シグペン、デビッド・ギャラードに次いでクォーターバック3位となる304ラッシングヤードを記録した。

### バッファロー・ビルズ

#### 2009年

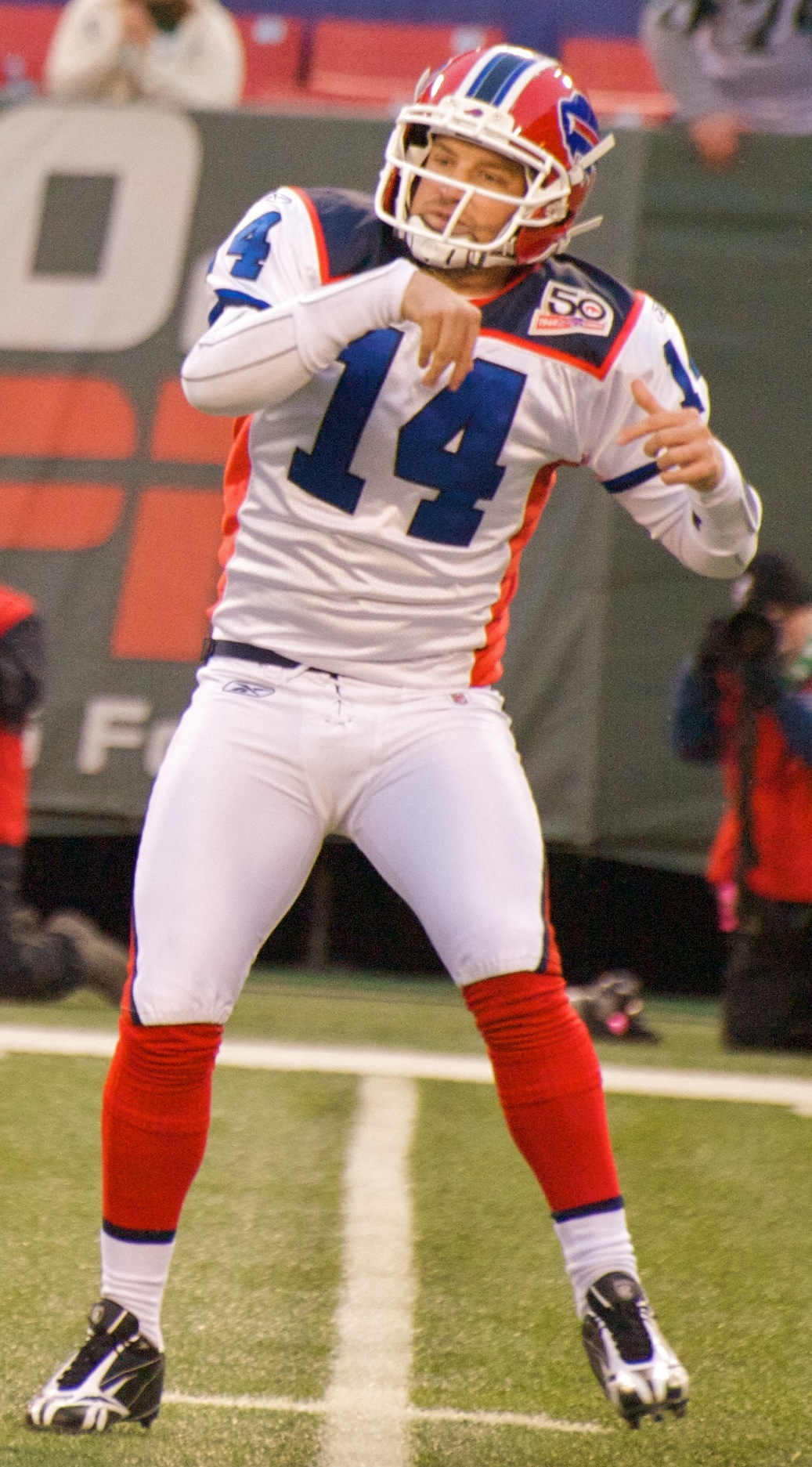
2009年

2009年2月27日、フィッツパトリックはバッファロー・ビルズと3年740万5千ドルで契約した。2009年シーズンは控えQBでスタートした。10月18日のニューヨーク・ジェッツ戦で怪我をしたトレント・エドワーズに代わり初出場をすると、116パスヤード、1タッチダウン1インターセプトでチームを勝利に導いた。この試合の後も2試合先発し、1勝1敗の成績であった。
11月18日にヘッドコーチのディック・ジャーロンが解雇され、ペリー・フューウェルが就任した。フェウェルはフィッツパトリックを先発QBに指名し、残りの全6試合を先発出場した。フィッツパトリックはフェウェルHC下で3勝3敗の成績を残し、年間通算成績はフィッツパトリック先発で5勝4敗、チームとしては6勝10敗の成績であった。
第11週のジャクソンビル・ジャガーズ戦では、テレル・オーウェンスへ98ヤードタッチダウンパスを決めたが、これはビルズ史上最長のタッチダウンパスであり、オーウェンス、フィッツパトリックにとっても最長のタッチダウンパスとなった。

#### 2010年
2009年シーズンの活躍にもかかわらず、新しく就任したヘッドコーチのチャン・ゲイリーは2010年シーズンの先発QBをトレント・エドワーズとすることを決め、フィッツパトリックは控えQBでシーズンをスタートした。開幕から2連敗したビルズは、第3週の試合からフィッツパトリックを先発に昇格させた。
フィッツパトリックが先発に昇格した後、チーム成績は低迷したものの、フィッツパトリック自身は13試合連続タッチダウンパスやシンシナティ・ベンガルズ戦での逆転劇など、活躍した。

#### 2011年
第2週、フィッツパトリックはオークランド・レイダース戦の後半で5ドライブ連続タッチダウンを決めた。後半での5ドライブ連続タッチダウンはNFL史上初である。この活躍により、9月のAFC月間最優秀攻撃選手に選ばれた。
10月28日、6年5900万ドル、サインボーナス1000万ドルでビルズと再契約した。2011年シーズン、フィッツパトリックは、ニューイングランド・ペイトリオッツ戦でのシーズン最高の369ヤードなど、3試合で300パスヤード以上を記録した。年間通算成績では、3832ヤード24タッチダウンを記録した一方、リーグ最多の23インターセプトを記録した。
また、シーズン終了後、第8週のワシントン・レッドスキンズ戦で肋骨を骨折していたことが明らかになった。

#### 2012年
フィッツパトリックはこのシーズンも先発QBとしてプレーし、3400パスヤード、24タッチダウン、16インターセプトを記録した。シーズン終了後、ヘッドコーチのチャン・ゲイリーの解雇に伴い、ビルズは契約延長オプションを行使せず、フィッツパトリックは放出された。

### テネシー・タイタンズ
2013年3月18日、フィッツパトリックはテネシー・タイタンズと2年契約した。タイタンズでは、開幕を控えQBとして迎え、第4週の試合中、先発QBのジェイク・ロッカーが怪我したことにより、QBとして初出場した。この試合で、フィッツパトリックは77ヤードタッチダウンパスを決め、チームはニューヨーク・ジェッツを破った。
その後、フィッツパトリックが先発出場した9試合で、チームは地区ライバルのジャクソンビル・ジャガーズやヒューストン・テキサンズを破ったものの、3勝6敗の成績に終わり、フィッツパトリックはこのシーズン終了後に放出された。

### ヒューストン・テキサンズ

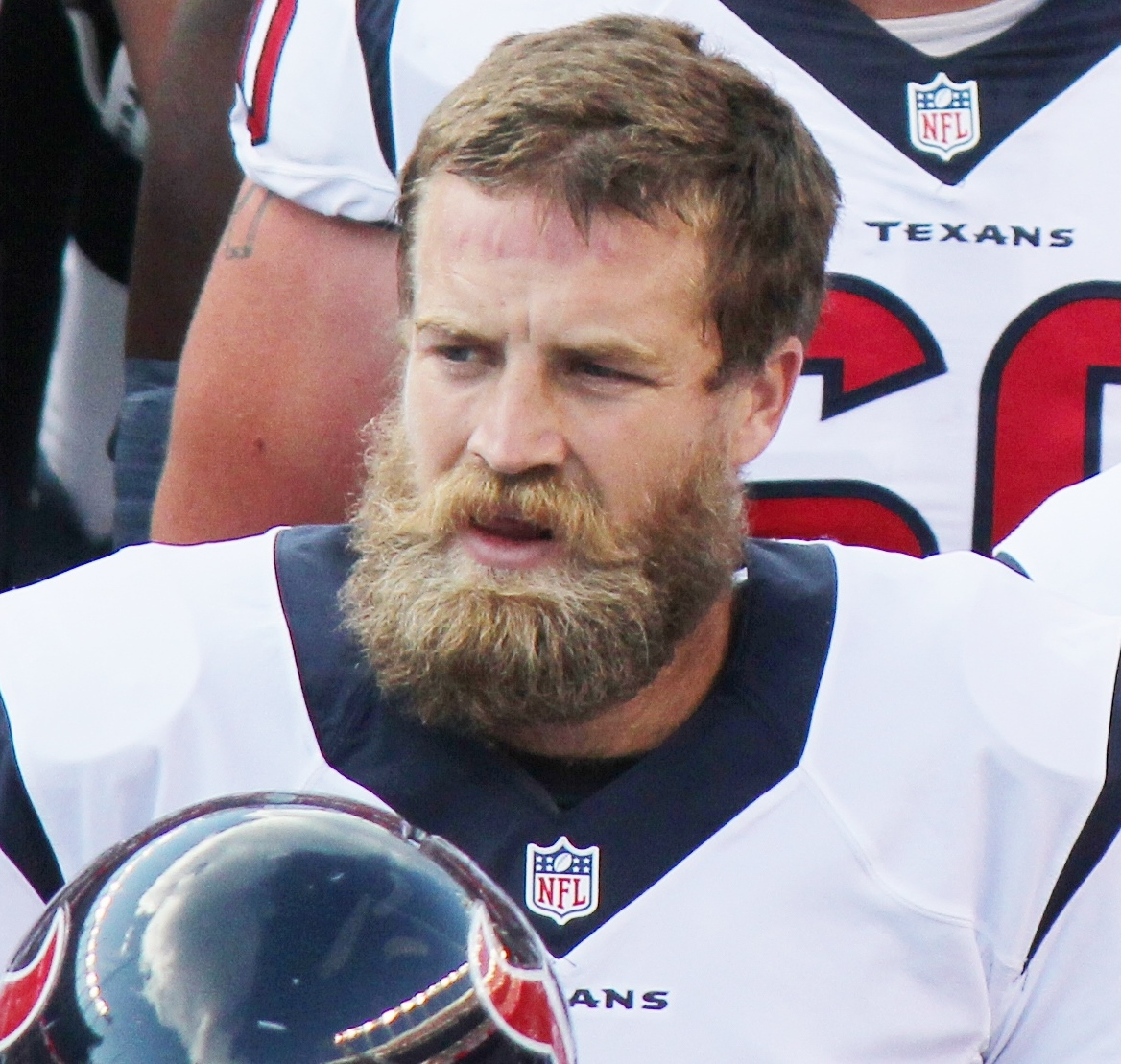
2014年

2014年3月18日、フィッツパトリックはヒューストン・テキサンズと2年契約した。テキサンズでは開幕から先発QBに起用されたが、11月5日にはライアン・マレットが先発QBに昇格し、フィッツパトリックは控えQBに降格した。
11月23日、マレットが胸筋の肉離れの怪我を負ったため、フィッツパトリックは再び先発QBに昇格した。翌週の11月30日、第13週のテネシー・タイタンズ戦で、フィッツパトリックはチーム新記録となる6タッチダウンを決める大活躍をし、AFC週間最優秀攻撃選手に選ばれた。
12月14日、フィッツパトリックは第15週のインディアナポリス・コルツ戦でスクランブルした際に左足脛骨を骨折し、シーズンを終えた。 ちなみに、この試合ではフィッツパトリックの代わりにルーキーのトム・サベージが出場し、チームは敗戦した。

### ニューヨーク・ジェッツ

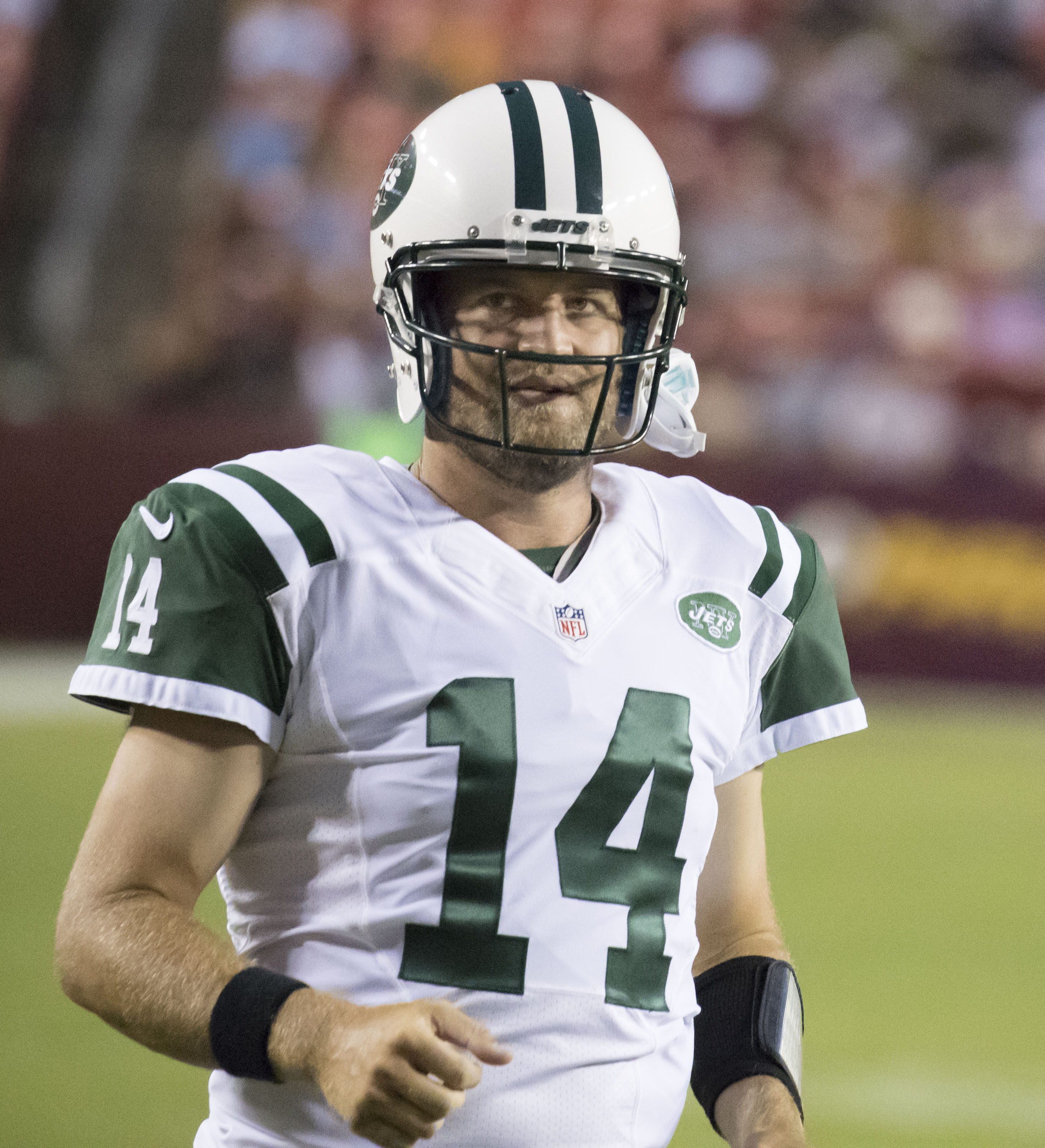
2016年

#### 2015年
2015年3月11日、フィッツパトリックは2015年のNFLドラフトの低順位指名権とのトレードでニューヨーク・ジェッツに移籍した。この移籍により、ビルズ時代のヘッドコーチであるチャン・ゲイリー攻撃コーディネーターと同チームになった。移籍前のジェッツの先発QBであったジーノ・スミスがロッカールームでの喧嘩により、顎を骨折したため、フィッツパトリックが第1週の先発QBに昇格した。
開幕から先発QBを務めたフィッツパトリックは、チームを6戦で4勝2敗の好成績に導き、先発QBの地位を固めつつあったが、第8週のオークランド・レイダース戦でスクランブル中に左手親指の靭帯を断裂し、試合途中からジーノ・スミスが出場することになった。しかし、ジーノ・スミスはこの試合で先発復帰を印象づける活躍をすることはできず、利き手ではない左手の出術を経たフィッツパトリックが翌週も先発を務めることになった。
その後、プレーオフ進出争いで1進1退の成績であったが、シーズン最終戦のビルズ戦で3インターセプトを喫し、敗戦したことにより、プレーオフ進出をすることができなかった。
16試合全てで先発出場したフィッツパトリックは、3905パスヤード、31パスタッチダウン、15インターセプトと自己最高の成績を記録し、プレーオフ進出を果たすことはできなかったものの、10勝6敗と2010年シーズン以来の二桁勝利に導いた。

#### 2016年
2015年シーズン終了後にフリーエージェントになっていたフィッツパトリックは、1年1200万ドルで契約し、ジェッツに残留した。
開幕を先発QBで迎え、第2週にはAFC最優秀攻撃選手に選ばれる活躍をした。しかし、第3週のカンザスシティ・チーフス戦では6インターセプトを喫する大乱調でチームは敗れ、その後の2試合も勝利することなく迎えた第6週のアリゾナ・カージナルス戦でタッチダウンを決めることなく大差をつけられた場面で、ジーノ・スミスと交代させられた。
翌週のボルチモア・レイブンズ戦の第2Q、スミスがシーズン絶望の怪我をしたことにより、再び出場の機会を得たフィッツパトリックであったが、フィッツパトリック自身の怪我もあり、その後は第3QBであったブライス・ペティとの併用が続いた。
シーズン終了後、フィッツパトリックの契約は延長されず、フリーエージェントになった。

### タンパベイ・バッカニアーズ

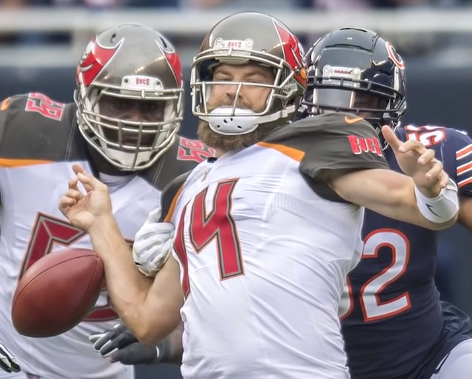
2018年

#### 2017年
2017年3月19日、フィッツパトリックはタンパベイ・バッカニアーズと1年300万ドルで契約した。
2015年のドラフト全体1位指名選手であるジェイミス・ウィンストンの控えとしてシーズンを開始したフィッツパトリックは、第6週のアリゾナ・カージナルス戦でウィンストンが怪我をしたことにより、出場機会を得た。その後も肩の負傷を負っていたウィンストンが度々欠場したため、この年は6試合出場し（内、3試合が先発）、1103パスヤード、7タッチダウン、3インターセプトの成績を残した。10月15日のTEキャメロン・ブレイトへのタッチダウンパスをあげたが、これはNFLで初めてハーバード大学出身の選手同士のタッチダウンパスであった。

#### 2018年
2018年3月9日、フィッツパトリックはバッカニアーズと1年の契約延長に合意した。
ウィンストンの控えQBとして契約したフィッツパトリックであったが、ウィンストンが3試合の出場停止処分を受けたため、開幕を先発QBで迎えることになった。開幕から2試合連続で400パスヤードを越え、QBレーティングも満点に近い成績を残し、2週連続でNFC最優秀攻撃攻撃選手に選ばれる大活躍をした
第3週のピッツバーグ・スティーラーズ戦では3インターセプトを喫し、試合には負けたものの、411パスヤードを記録した。3試合連続400パスヤードを記録するのはNFL史上初である
第4週のシカゴ・ベアーズ戦でも先発出場したフィッツパトリックであったが、先週までの活躍とは打って変わり低成績であったため、出場停止明けのウィンストンと交代させられた。
不調により先発の座を失ったフィッツパトリックであったが、先発に返り咲いたウィンストンの成績も悪く、第8週のシンシナティ・ベンガルズ戦でウィンストンが4インターセプトを喫したのを受けて、試合途中でフィッツパトリックに交代した。フィッツパトリックが出場した時点でチームは18点差の劣勢であったが、フィッツパトリックは2タッチダウンパスを決め同点に追いついた。結果として試合は負けたがこの活躍により、フィッツパトリックは先発に返り咲いた
第10週のワシントン・レッドスキンズ戦では、4度目の400パスヤード超えを達成した。シーズン4度の400パスヤード超えはダン・マリーノ、ペイトン・マニングに次ぐ3人目の達成者である。しかし、400パスヤードを達成した試合でもチームは敗北し、フィッツパトリックが先発に復帰してから1度も勝利をすることができず、第11週のニューヨーク・ジャイアンツ戦で3インターセプトを喫したことから、再び先発の座を追われ、このシーズンはその後出場することはできなかった。

### マイアミ・ドルフィンズ
2019年3月18日、フィッツパトリックはマイアミ・ドルフィンズと2年1100万ドルで契約した。
2018年の1巡目指名選手であり、アリゾナ・カージナルスからトレードされたジョシュ・ローゼンとの競争に勝ち、フィッツパトリックが開幕先発QBとなった。しかし、開幕2試合で4インターセプトを喫する低成績で第3週には先発QBの座をローゼンに奪われた。
第6週、フィッツパトリックはそれまで低パフォーマンスであったローゼンに代わり、再び出場機会を得た。フィッツパトリック再起用後もチームは2連敗し、開幕からの連敗は7となったものの、徐々にチーム状態が回復した。第9週で古巣ニューヨーク・ジェッツに勝利して、シーズン初勝利をすると、フィッツパトリック自身も好調となり、最終週には320パスヤードを記録して、プレーオフ第1シード争いをしていたニューイングランド・ペイトリオッツに勝利した。
2020年は先発QBとしてシーズンを始めたものの振るわずに、ルーキーのトゥア・タゴヴァイロアにその地位を奪われた。第16週ではラスベガス・レイダースに奇跡的な勝利を収めてプレーオフの望みをつないだものの、プレーオフ進出を賭けた最終戦を前にして、新型コロナウイルスに感染していたことが明らかになってリザーブリスト入りした。

### ワシントン・フットボールチーム
2021年3月にワシントン・フットボールチームと契約を結んだ。これで所属チームが9チーム目となった。股関節脱臼により一試合の出場にとどまり、手術のために今シーズンはこの試合が最後となった。2022年6月2日、引退を発表した。

## 詳細情報

### 年度別成績

#### レギュラーシーズン
| 年度      | チーム    | 背 番 号  | 試合 | 試合 | パス      | パス      | パス      | パス        | パス             | パス | パス | パス          | ラン      | ラン        | ラン             | ラン | ファンブル    | ファンブル |
| 年度      | チーム    | 背 番 号  | 出場 | 先発 | 成功 回数 | 試投 回数 | 成功 確率 | 獲得 ヤード | 平均 獲得 ヤード | TD   | Int  | レイテ ィング | 試行 回数 | 獲得 ヤード | 平均 獲得 ヤード | TD   | ファン ブル数 | ロスト     |
| --------- | --------- | --------- | ---- | ---- | --------- | --------- | --------- | ----------- | ---------------- | ---- | ---- | ------------- | --------- | ----------- | ---------------- | ---- | ------------- | ---------- |
| 2005      | STL       | 12        | 4    | 3    | 76        | 135       | 56.3      | 777         | 5.8              | 4    | 8    | 58.2          | 14        | 64          | 4.6              | 2    | 3             | 1          |
| 2006      | STL       | 11        | 1    | 0    | 0         | 0         | 0         | 0           | 0                | 0    | 0    | 0             | 3         | 0           | 0                | 0    | 0             | 0          |
| 2007      | CIN       | 11        | 1    | 0    | 0         | 0         | 0         | 0           | 0                | 0    | 0    | 0             | 0         | 0           | 0                | 0    | 0             | 0          |
| 2008      | CIN       | 11        | 13   | 12   | 221       | 372       | 59.4      | 1,905       | 5.1              | 8    | 9    | 70.0          | 60        | 304         | 5.1              | 2    | 11            | 5          |
| 2009      | BUF       | 14        | 10   | 8    | 127       | 227       | 55.9      | 1,422       | 6.3              | 9    | 10   | 69.7          | 31        | 141         | 4.5              | 1    | 3             | 2          |
| 2010      | BUF       | 14        | 13   | 13   | 255       | 441       | 57.8      | 3,000       | 6.8              | 23   | 15   | 81.8          | 40        | 269         | 6.7              | 0    | 8             | 5          |
| 2011      | BUF       | 14        | 16   | 16   | 353       | 569       | 62.0      | 3,832       | 6.7              | 24   | 23   | 79.1          | 56        | 215         | 3.8              | 0    | 7             | 2          |
| 2012      | BUF       | 14        | 16   | 16   | 306       | 505       | 60.6      | 3,400       | 6.7              | 24   | 16   | 83.3          | 48        | 197         | 4.1              | 1    | 8             | 6          |
| 2013      | TEN       | 4         | 11   | 9    | 217       | 350       | 62.0      | 2,454       | 7.0              | 14   | 12   | 82.0          | 43        | 225         | 5.2              | 3    | 9             | 2          |
| 2014      | HOU       | 14        | 12   | 12   | 197       | 312       | 63.1      | 2,483       | 8.0              | 17   | 8    | 95.3          | 50        | 184         | 3.7              | 2    | 5             | 1          |
| 2015      | NYJ       | 14        | 16   | 16   | 335       | 562       | 59.6      | 3,905       | 6.9              | 31   | 15   | 88.0          | 60        | 270         | 4.5              | 2    | 5             | 2          |
| 2016      | NYJ       | 14        | 14   | 11   | 228       | 403       | 56.6      | 2,710       | 6.7              | 12   | 17   | 69.6          | 33        | 130         | 3.9              | 0    | 9             | 1          |
| 2017      | TB        | 14        | 6    | 3    | 96        | 163       | 58.9      | 1,103       | 6.8              | 7    | 3    | 86.0          | 15        | 78          | 5.2              | 0    | 0             | 0          |
| 2018      | TB        | 14        | 8    | 7    | 164       | 246       | 66.7      | 2,366       | 9.6              | 17   | 12   | 100.4         | 36        | 152         | 4.2              | 2    | 4             | 1          |
| 2019      | MIA       | 14        | 15   | 13   | 311       | 502       | 62.0      | 3,529       | 7.0              | 20   | 13   | 85.5          | 54        | 243         | 4.5              | 4    | 9             | 2          |
| 2020      | MIA       | 14        | 9    | 7    | 183       | 267       | 68.5      | 2,091       | 7.8              | 13   | 8    | 95.6          | 30        | 151         | 5.0              | 2    | 2             | 0          |
| 2021      | WAS       | 14        | 1    | 1    | 3         | 6         | 50.0      | 13          | 2.2              | 0    | 0    | 56.2          | 1         | 2           | 2.0              | 0    | 1             | 0          |
| NFL：17年 | NFL：17年 | NFL：17年 | 166  | 147  | 3,072     | 5,060     | 60.7      | 34,990      | 6.9              | 223  | 169  | 82.3          | 575       | 2,623       | 4.6              | 21   | 84            | 30         |

- 太字は自身最高記録